# 影ムチャ姫
『影ムチャ姫』（かげムチャひめ）は、ナントカによる日本の4コマ漫画作品。芳文社の『まんがタイムきらら』にてVol.1から2007年4月号まで連載され、『まんがタイムきららキャラット』ではVol.1からVol.10まで連載された。

## 登場人物
菊花
姫の影武者になった見習いくノ一。

## 書誌情報
まんがタイムKRコミックスより1巻が発売されている。
- 2004年12月27日 影ムチャ姫 巻ノ1 ISBN 978-4-8322-7525-6